# Świątki (gmina)
Pour les articles homonymes, voir Świątki.
Świątki est une gmina rurale du powiat de Olsztyn, Varmie-Mazurie, dans le nord de la Pologne. Son siège est le village de Świątki, qui se situe environ 23 km au nord-ouest de la capitale régionale Olsztyn.
La gmina couvre une superficie de 163,8 km2 pour une population de 4 234 habitants.

## Géographie
La gmina inclut les villages de Brzeźno, Brzydowo, Dąbrówka, Drzazgi, Garzewo, Gołogóra, Jankowo, Kalisty, Kiewry, Kłobia, Klony, Komalwy, Konradowo, Kwiecewo, Łumpia, Różynka, Skolity, Świątki, Włodowo, Worławki et Żardeniki.
La gmina borde les gminy de Dobre Miasto, Dywity, Jonkowo, Lubomino, Łukta, Miłakowo et Morąg.